# Killholmen
Killholmen med är en ö i Finland. Den ligger i Skärgårdshavet och i kommunen Salo i den ekonomiska regionen  Salo i landskapet Egentliga Finland, i den sydvästra delen av landet. Ön ligger omkring 56 kilometer sydöst om Åbo och omkring 120 kilometer väster om Helsingfors.
Killholmen ligger söder om den större ön Grytholmen och sitter ihop med den intilliggande ön Skutholmen med en smal stenbrygga. 
Inlandsklimat råder i trakten. Årsmedeltemperaturen i trakten är 5 °C. Den varmaste månaden är augusti, då medeltemperaturen är 16 °C, och den kallaste är januari, med −6 °C.